# Efferia lesbius
Efferia lesbius är en tvåvingeart som beskrevs av Lamas 1971. Efferia lesbius ingår i släktet Efferia och familjen rovflugor. Inga underarter finns listade i Catalogue of Life.